# Чернявский, Павел Митрофанович
Павел Митрофанович Чернявский (укр. Павло Митрофанович Чернявський; 23 февраля 1902, Широкое, Екатеринославская губерния — 1982, Севастополь) — советский военный лётчик, подполковник (1943), участник гражданской войны в Испании, советско-финляндской войны, Великой Отечественной войны.

## Биография
Родился 23 февраля 1902 в селе Широкое Верхнеднепровского уезда Екатеринославской губернии (ныне Криворожского района Днепропетровской области Украины) в семье крестьянина. Трудовую деятельность начал с 10 лет в 1912 году, работая на руднике коногоном до 1918 года. В марте 1919 года — кочегар мельницы в селе Широкое, где проработал до середины 1921 года. После исполнял обязанности делопроизводителя волостного комитета незаможных селян. 
В РККА с 11 ноября 1931 года, был призван Пятихатским районным военкоматом Днепропетровской области. Окончил военную авиационную школу лётчиков-наблюдателей. Присвоено звание лейтенант. Служил штурманом в бомбардировочном авиационном полку. Присвоено звание капитана. Участвовал в гражданской войне в Испании с июня 1938 года в качестве штурмана бомбардировщика СБ 24-й бомбардировочной группы республиканских ВВС. После возвращения из Испании продолжал служить в Военно-воздушных силах. Участвовал в советско-финляндской войне 1939—1940 годов. Произвёл 3 боевых вылета. Присвоено звание майора.
Участвовал в Великой Отечественной войне с июня (октября) 1941 года. Воевал на Южном фронте, был начальником разведывательного отдела штаба ВВС 56-й армии. В 1941 году произвёл 13 боевых вылетов. Воевал на Северо-Кавказском фронте и Закавказском фронте в качестве старшего помощника начальника разведывательного отдела штаба 4-й Воздушной армии. Присвоено звание подполковника. Принимал участие в боях за Тамань, в освобождении Крыма. Воевал на 2-м Белорусском фронте, принимал участие в Белорусской, Восточно-Прусской, Восточно-Померанской и Берлинской наступательных операциях. 
31 июля 1946 года вышел в отставку в звании подполковника. Проживал в городе Львов, затем с 1972 года в Крыму. Участвовал в ветеранских организациях, занимался литературной деятельностью, написал мемуары «На двух фронтах Испании». 
Умер в 1982 году. 

## Награды
- Орден Красного Знамени (22.02.1939);
- Орден Отечественной войны 1-й степени (22.05.1945);
- Орден Отечественной войны 2-й степени (12.07.1944);
- Дважды орден Красной Звезды (05.06.1943, 03.11.1944);
- Медаль «За боевые заслуги» (03.11.1944);
- Медаль «За оборону Кавказа»;
- Медаль «За взятие Кенигсберга»;
- Медаль «За победу над Германией в Великой Отечественной войне 1941—1945 гг.»;
- другие награды[1].